# Rubus ferrugineus
Rubus ferrugineus är en rosväxtart som beskrevs av Wickst.. Rubus ferrugineus ingår i släktet rubusar, och familjen rosväxter. Utöver nominatformen finns också underarten R. f. cubensis.